# Суворово (Калінінградська область)
Суворово (рос. Суворово) — селище Гвардійського міського округу, Калінінградської області Росії. Входить до складу Озерковського сільського поселення.
Населення — 109 осіб (2015 рік).

## Населення
| 2002 | 2010 |
| ---- | ---- |
| 125  | ↘109 |